# 小行星1207
小行星1207（1207 Ostenia）是一颗围绕太阳公转的小行星。1931年11月15日，卡爾·威廉·萊茵姆特在海德堡发现了此天体。
該小行星以德國業餘天文學家漢斯·奧斯滕（Hans Osten）命名。
这颗小行星的绝对星等为43.05484等。